# Saint-Martin-Rivière
 Saint-Martin-Rivière  là một xã ở tỉnh Aisne, vùng Hauts-de-France thuộc miền bắc nước Pháp.